# Augusto Federico di Holstein-Gottorp

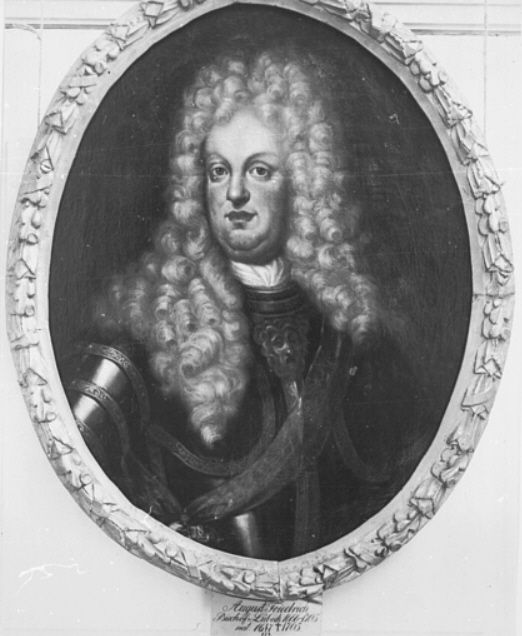
Augusto Federico di Holstein-Gottorp.

Augusto Federico di Holstein-Gottorp (Gottorp, 6 maggio 1646 – Eutin, 2 ottobre 1705) è stato un principe di Holstein-Gottorp e principe vescovo di Lubecca.

## Biografia

Augusto Federico di Holstein-Gottorp

Egli era il settimo figlio del Duca Federico III di Holstein-Gottorp e fu dal 1666 alla propria morte, nel 1705, Principe-Vescovo di Lubecca.
Nel 1676 egli sposò a Halle, Cristina di Sassonia-Weissenfels (1658-1698), figlia del Duca Augusto di Sassonia-Weissenfels (1614-1680).
Alla sua morte, venne per lui realizzata una splendida tomba barocca scolpita da Thomas Quellinus, che venne posta nella Marientidenkapelle della Cattedrale di Lubecca.
Fu uno dei membri della Società dei Carpofori.

## Ascendenza
|                                      |                         |                                     | Genitori                          |  |  | Nonni |  |  | Bisnonni                   |  |  | Trisnonni               |  |
|                                      |                         |                                     |                                   |  |  |       |  |  | Adolfo di Holstein-Gottorp |  |  | Federico I di Danimarca |  |
|                                      |                         |                                     |                                   |  |  |       |  |  | Adolfo di Holstein-Gottorp |  |  | Federico I di Danimarca |  |
|                                      |                         | Sofia di Pomerania                  |                                   |  |  |       |  |  | Adolfo di Holstein-Gottorp |  |  |                         |  |
| Giovanni Adolfo di Holstein-Gottorp  |                         |                                     |                                   |  |  |       |  |  | Adolfo di Holstein-Gottorp |  |  |                         |  |
|                                      |                         | Cristina d'Assia                    | Filippo I d'Assia                 |  |  |       |  |  |                            |  |  |                         |  |
|                                      |                         | Cristina d'Assia                    | Filippo I d'Assia                 |  |  |       |  |  |                            |  |  |                         |  |
|                                      |                         | Cristina d'Assia                    | Cristina di Sassonia              |  |  |       |  |  |                            |  |  |                         |  |
| Federico III di Holstein-Gottorp     |                         | Cristina d'Assia                    |                                   |  |  |       |  |  |                            |  |  |                         |  |
|                                      |                         | Federico II di Danimarca            | Cristiano III di Danimarca        |  |  |       |  |  |                            |  |  |                         |  |
|                                      |                         | Federico II di Danimarca            | Cristiano III di Danimarca        |  |  |       |  |  |                            |  |  |                         |  |
|                                      |                         | Federico II di Danimarca            | Dorotea di Sassonia-Lauenburg     |  |  |       |  |  |                            |  |  |                         |  |
| Augusta di Danimarca                 |                         | Federico II di Danimarca            |                                   |  |  |       |  |  |                            |  |  |                         |  |
|                                      |                         | Sofia di Meclemburgo-Güstrow        | Ulrico III di Meclemburgo-Güstrow |  |  |       |  |  |                            |  |  |                         |  |
|                                      |                         | Sofia di Meclemburgo-Güstrow        | Ulrico III di Meclemburgo-Güstrow |  |  |       |  |  |                            |  |  |                         |  |
|                                      |                         | Sofia di Meclemburgo-Güstrow        | Elisabetta di Danimarca           |  |  |       |  |  |                            |  |  |                         |  |
| Augusto Federico di Holstein-Gottorp |                         | Sofia di Meclemburgo-Güstrow        |                                   |  |  |       |  |  |                            |  |  |                         |  |
|                                      | Cristiano I di Sassonia | Augusto I di Sassonia               |                                   |  |  |       |  |  |                            |  |  |                         |  |
|                                      | Cristiano I di Sassonia | Augusto I di Sassonia               |                                   |  |  |       |  |  |                            |  |  |                         |  |
|                                      | Cristiano I di Sassonia | Anna di Danimarca                   |                                   |  |  |       |  |  |                            |  |  |                         |  |
| Giovanni Giorgio I di Sassonia       | Cristiano I di Sassonia |                                     |                                   |  |  |       |  |  |                            |  |  |                         |  |
|                                      |                         | Sofia di Brandeburgo                | Giovanni Giorgio di Brandeburgo   |  |  |       |  |  |                            |  |  |                         |  |
|                                      |                         | Sofia di Brandeburgo                | Giovanni Giorgio di Brandeburgo   |  |  |       |  |  |                            |  |  |                         |  |
|                                      |                         | Sofia di Brandeburgo                | Sabina di Brandeburgo-Ansbach     |  |  |       |  |  |                            |  |  |                         |  |
| Maria Elisabetta di Sassonia         |                         | Sofia di Brandeburgo                |                                   |  |  |       |  |  |                            |  |  |                         |  |
|                                      |                         | Alberto Federico di Prussia         | Alberto I di Prussia              |  |  |       |  |  |                            |  |  |                         |  |
|                                      |                         | Alberto Federico di Prussia         | Alberto I di Prussia              |  |  |       |  |  |                            |  |  |                         |  |
|                                      |                         | Alberto Federico di Prussia         | Anna Maria di Brunswick-Lüneburg  |  |  |       |  |  |                            |  |  |                         |  |
| Maddalena Sibilla di Hohenzollern    |                         | Alberto Federico di Prussia         |                                   |  |  |       |  |  |                            |  |  |                         |  |
|                                      |                         | Maria Eleonora di Jülich-Kleve-Berg | Guglielmo di Jülich-Kleve-Berg    |  |  |       |  |  |                            |  |  |                         |  |
|                                      |                         | Maria Eleonora di Jülich-Kleve-Berg | Guglielmo di Jülich-Kleve-Berg    |  |  |       |  |  |                            |  |  |                         |  |
|                                      |                         | Maria Eleonora di Jülich-Kleve-Berg | Maria d'Asburgo                   |  |  |       |  |  |                            |  |  |                         |  |
|                                      |                         | Maria Eleonora di Jülich-Kleve-Berg |                                   |  |  |       |  |  |                            |  |  |                         |  |